# 芬博府
芬博府博物馆（Stadtmuseum Fembohaus）是关于纽伦堡历史的城市博物馆，生动地描绘 950年的城市历史。芬博府设于纽伦堡唯一幸存的文艺复兴后期风格主义大商人住宅内。

## 历史
芬博府位于塞巴尔德老城区城堡街（Burgstraße）15号，建于1591-1596年，可能是由雅科布·沃尔夫设计，房主菲利普·范·奥维尔（Philipp van Oyrl）是一位尼德兰商人，于1592年获得公民身份，1590年购置了该处产业，拆除了原有建筑。新房子是菲利普·范·奥赫尔及其后代的住宅，也是他创立的贸易公司的总部。
在17世纪，菲利普的曾孙女玛丽亚·萨比娜·佩勒林嫁给了贵族克里斯托夫·雅各布·贝哈姆，他们请意大利石膏师卡洛·莫雷蒂·布伦塔诺创作了二楼的巴洛克式天花板。
1876年，该建筑被纽伦堡烟草制造商大卫·兹威克收购。1928年，纽伦堡市买下了这所房子，部分用作服务建筑。在第二次世界大战中，前楼只受到轻微的战争破坏，幸存了下来。中楼的损坏程度中等。后楼则必须拆除。
1953年，芬博府作为城市博物馆开放，1958年后楼重建完成。1996年至2000年，芬博府博物馆进行了全面翻修和重新设计。
芬博府内院周围的前楼、翼楼和后楼是纽伦堡唯一一座在第二次世界大战中基本上幸存下来的具有代表性的住宅建筑建筑群。